# Wiktor Abgolc
Wiktor Aleksiejewicz Abgolc, ros. Виктор Алексеевич Абгольц (ur. 15 marca 1944 we wsi Tobył, obwodzie kustanajskim, Kazachska SRR, zm. 26 września 2017) – kazachski piłkarz, grający na pozycji napastnika, trener i sędzia piłkarski.

## Kariera
W 1962 rozpoczął karierę piłkarską w klubie z rodzimego miasta Szachtior Karaganda. W 1964 został zaproszony do Kajratu Ałmaty, ale po roku powrócił do Szachtiora. W 1968 po raz drugi został piłkarzem Kajratu, ale w 1972 ponownie wrócił do Szachtiora. W 1974 zakończył karierę piłkarza.
Po zakończeniu kariery piłkarskiej rozpoczął pracę szkoleniowca. W 1977 roku pomagał trenować Szachtior Karaganda.
W 1975 rozpoczął sędziować. 6 lutego 1984 otrzymał tytuł arbitra kategorii krajowej. W latach 1980–1989 sędziował 67 meczów piłkarskich w Wyższej Lidze ZSRR jako główny arbiter. Jako sędzia liniowy obsługiwał 13 meczów.

## Sukcesy i odznaczenia

### Sukcesy piłkarskie
Szachtior Karaganda
- mistrz Pierwoj ligi ZSRR: 1967

### Odznaczenia
- tytuł Mistrza Sportu ZSRR